# محلية الفاو
محلية الفاو (بالإنجليزية: Al Faw District)‏ إحدى محليات ولاية القضارف، السودان.